# 元天錫
元天錫（げん てんしゃく、ウォン･チョンソク、1330年 - 1402年）は 高麗末期から李氏朝鮮初期に活躍した学者、隠士。本貫は原州元氏。号は耘谷。耘谷、元天錫とも呼ばれる。精勇別将の元悦の孫、宗簿寺令の孫。宗簿寺令の元允迪の子。王子時代の太祖の師を務めたが、政治には関心を示さず李朝の官を拒んだ。
高麗を回考した詩調1首、野史5冊を子孫に残したと言われているが、高麗史は高麗王朝実録の書き換えの史書であるなど編纂の経緯が記載されていたとされている。高麗正史との競合する部分があり、史書は子孫が焚書したと伝えられている。なお、詩の部分には、辛旽関連の王位継承について言及があり、間接的な批判がこめられていると言う。
耘谷行錄
聞今月十五日 國家以定昌君立王位前王父子以爲辛旽子孫廢爲庶人 
苦寒夜吟二首
國有令 以前王父子賜死

## 記念物および作品
- 原州 耘谷 元天錫墓域(江原道 原州市杏邱洞山37)
- 太宗台（江原道 横城郡講林面講林2里）
- 耘谷詩史  卷 1～5 木活字版（米国バークリー大学蔵）